# Ӈ (слово ћирилице)
Ӈ ӈ (искошено: Ӈ ӈ) је слово ћириличног писма. Његов облик је изведен од ћириличног слова Н додавањем кукице на десну ногу.
Ӈ ӈ обично представља звучни веларни назал , попут изговора ⟨ng⟩ у „sing“, на уралским језицима.

## Употреба
Слово „Ӈ“ са куком се користи у алфабетима бројних језика Сибира, укључујући све чукотско-камчатске и самоједске језике.

## Рачунарски кодови
| Знак                      | Ӈ                                    | Ӈ                                    | ӈ                                  | ӈ                                  |
| ------------------------- | ------------------------------------ | ------------------------------------ | ---------------------------------- | ---------------------------------- |
| Назив у Уникоду           | CYRILLIC CAPITAL LETTER EN WITH HOOK | CYRILLIC CAPITAL LETTER EN WITH HOOK | CYRILLIC SMALL LETTER EN WITH HOOK | CYRILLIC SMALL LETTER EN WITH HOOK |
| Врста кодирања            | децимална                            | хексадецимална                       | децимална                          | хексадецимална                     |
| Уникод                    | 1223                                 | U+04C7                               | 1224                               | U+04C8                             |
| UTF-8                     | 211 135                              | D3 87                                | 211 136                            | D3 88                              |
| Нумеричка референца знака | &#1223;                              | &#x4C7;                              | &#1224;                            | &#x4C8;                            |

## Слична слова
- Ң ң :Ћирилично слово Н са силазним словом
- Ӊ ӊ : Ћирилично слово Н са репом
- Ҥ ҥ : Ћирилична лигатура Н и Г
- Ԩ ԩ : Ћирилично слово Н са левим куком
- Ŋ ŋ : Латинично слово
- Ꜧ ꜧ : Латинично слово